# Typhlodromus pirianykae
Typhlodromus pirianykae är en spindeldjursart som först beskrevs av Wainstein 1972.  Typhlodromus pirianykae ingår i släktet Typhlodromus och familjen Phytoseiidae. Inga underarter finns listade i Catalogue of Life.